# This Ain’t Avatar XXX
This Ain’t Avatar XXX ist ein Pornofilm von Hustler. Er ist Teil der Reihe This Ain’t… und Hustler zufolge der bis dahin technisch aufwendigste und teuerste Pornofilm des Unternehmens. Bei dem Film handelt es sich um eine Parodie auf James Camerons Avatar – Aufbruch nach Pandora. Er wurde, wie der Originalfilm, mit 3D-Effekten gedreht. Es ist somit der erste Pornofilm (Release: 28. September 2010), welcher komplett in 3D produziert wurde. Der Regisseur des Films ist Axel Braun.

## Handlung
Nach dem Ende der Handlung des Originalfilms bleibt Jake auf „Panwhora“, wie der Planet in der Pornoversion heißt, zurück. Kurz darauf taucht ein Videolog von Jake auf, in dem er enthüllt, dass das Volk der Na’bi (im Original Na’vi) eine dunkle Seite haben. Es folgen einige Flashbacks zu diversen Sexszenen. Dabei werden Originalszenen des Films aufgegriffen. Es stellt sich heraus, dass die Na’bi einen Sexfetisch haben und die vor Ort gebliebenen Menschen für ihre Orgien benötigen. Der Film endet mit einer gigantischen Orgie.
Folgende Sexszenen werden in den Flashbacks gezeigt:
- Szene 1: Danica Dillan, Evan Stone
- Szene 2: Nicki Hunter, Eric Swiss
- Szene 3: Nicki Hunter, Chris Johnson
- Szene 4: Misty Stone, Chris Johnson
- Szene 5:  Chanel Preston, Juelz Ventura, Misty Stone, Chris Johnson, Dale DaBone, Lexington Steele

Am Ende stellt sich heraus, dass Panwhoria in Wirklichkeit die Erde der Zukunft ist, eine Anspielung auf Planet der Affen.

## Hintergrund
Tatsächlich basierte die Idee zu der Pornoversion auf einem Witz von Axel Braun, den er gegenüber den Produzenten Drew Rosenfeld und Rob Smith äußerte, während er ihnen andere Vorschläge unterbreitete. Die Idee kam bei den beiden jedoch gut an und so entschied man sich den Film ebenfalls in 3D zu drehen. Mit dem Drehbuch wurde Marc Star beauftragt, der bereits mehrfach mit Axel Braun zusammenarbeitete. Die 3D-Effekte wurden von SLX Rentals & Sales umgesetzt.
Chris Johnson übernahm die Hauptrolle als „Jake“, der auf dem von Sam Worthington gespielten Charakter basiert. Ebenso spielt Nicki Hunter die im Original von Sigourney Weaver verkörperte „Grace“. Auch der von Joel David Moore gespielte Norm findet mit Eric Swiss seine Entsprechung in der Pornoversion. Die beiden Na’bi Mo'at und Tsu'tey werden von Lexington Steele und Chanel Preston gespielt.
Nach Medienberichten war der Film innerhalb von nur zwei Tagen nach der Veröffentlichung am 28. September 2010 weltweit ausverkauft. Dies betraf sowohl die Erstauflage der DVD wie Blu-ray Version in den USA und Europa.
Die hohen Produktionskosten resultieren daraus, dass originale Kostüme sowie einiges an Makeup und Bodypaint verwendet wurde. Außerdem mussten zahlreiche Computereffekte und das 3D-Filmen angewendet werden. Dadurch wurden auch die Drehtage länger und dementsprechend teurer.

## Auszeichnungen
- 2010: Venus Award – Special Jury Award Movie and Film
- 2011: AVN Award – Best 3D Release
- 2011: XBIZ Award – Best Art Direction
- 2011: XBIZ Award – Marketing Campaign of the Year

## Fortsetzung
Aufgrund des großen Erfolgs des Films drehte der Regisseur im Jahr 2012 einen zweiten Teil mit dem Titel This Ain't Avatar XXX 2 – Escape from Pandwhora. Darsteller sind: Adriana Sephora, Billy Glide, Brad Tyler, Chris Johnson, Kelly Hellfire, Mia Lelani, Rachel Roxxx, Victoria Lawson und Yurizan Beltran.

## Rezeption
Don Houston von X-Critic zeigte sich enttäuscht vom Film. Insbesondere sei der Film zwar technisch aufwendig produziert, doch komme dies beim Konsumenten nicht an. So habe man statt neuer 3D-Verfahren das veraltete Stereodisplay-Verfahren verwendet. Außerdem wäre der Film an vielen Stellen viel zu dunkel abgedreht worden. Auch wäre die Story, bis auf das Ende, nicht der Rede wert.